# Mendip (district)
Pour les articles homonymes, voir Mendip.
Mendip est un district non métropolitain situé dans le comté du Somerset, en Angleterre. Son chef-lieu est Shepton Mallet, mais la ville la plus importante est Frome.

## Description
Le district a été créé le 1er avril 1974 en application du Local Government Act de 1972. Il couvre une zone rurale de 739 km2 et sa population est d'environ 115 000 habitants.
Les villes principales sont Frome, Glastonbury, Shepton Mallet, Street et Wells.

## Toponymie
Le nom vient des collines de Mendip (Mendip Hills) qui se situent au nord-est du district. Le nom Mendipest attesté en 1185 sous la forme Mendepe. Plusieurs étymologies ont été proposées à partir du celtique ou du vieil anglais et font en général référence au contexte géographique.

## Économie
L'élevage est l'activité principale dans les campagnes et fournit de petites industries de transformation : cuirs (Street, Shepton Mallet), laine (Glastonbury), fromage (Wells). Frome est la ville la plus industrielle : métallurgie, imprimerie.

## Patrimoine et tourisme
- Cathédrale Saint-André de Wells
- Glastonbury Tor
- Abbaye de Glastonbury

Glastonbury est associée à la légende arthurienne.
De nombreux villages du district se caractérisent par une architecture qui utilise l'excellent calcaire local provenant des carrières du secteur de Doulting.
Glastonbury accueille chaque année l'un des plus importants festivals du Royaume-Uni, le Glastonbury Festival of Contemporary Performing Arts, qui offre des concerts de musique pop et des spectacles de danse, de théâtre, de cirque et de cabaret.